# N663 (België)
De N663 is een gewestweg in de Belgische provincie Luik. De weg verbindt de N90a in Ougrée met de N633 in Tilff. De route heeft een lengte van ongeveer 9 kilometer.

## Plaatsen langs de N663
- Ougrée
- Bol d'Air
- Boncelles
- Sart Haguet
- Tilff